# Pio Istituto dei Sordi
Das Pio Istituto dei Sordi (früher Pio istituto pei sordo-muti poveri di campagna) ist eine Schule für Gehörlose in Mailand. Es wurde im November 1853 von Graf Paolo Taverna gegründet und vom ersten Tag an von dem Priester Don Giulio Tarra geleitet. Es befindet sich in der Via Giason del Maino in Mailand.

## Bibliographie
- Giovanni Bertolero: Pio istituto sordomuti poveri di campagna, Milano: Rivista mensile del Comune, Comune di Milano, Fascicolo 8, Milano 1929[4]